# Granollers
Granollers (pronuncia: /ɡrənuˈʎes/) è un comune spagnolo di 60.658 abitanti situato nella comunità autonoma della Catalogna, capoluogo della comarca del Vallès Oriental.
Granollers vive del commercio e dell'industria, tuttavia nella parte meridionale del suo territorio sussistono zone agricole. La Porxada, edificio rinascimentale che fungeva da mercato del grano, è l'edificio più emblematico. Nel Carrer del Corró sorge l'antico ospedale di San Domenico, un esempio di architettura gotica restaurata.

## Storia

### Età antica
I resti più antichi reperiti a Granollers datano a circa 4000 anni fa. I reperti più importanti provengono dalla necropoli di Can Trullàs, di epoca romana. Fino all'anno 944 non si ha alcuna menzione scritta del toponimo Granollers, citato come Granularios Subteriore.

### Medioevo
A partire dal 1040 viene citato il mercato di Granollers. Durante i secoli XIII, XIV e XV, la Chiesa, il signore feudale di la Roca e la Corona di Aragona si disputarono il territorio di Granollers. Questa instabilità fece sì che gli abitanti di Granollers raccogliessero 10.000 fiorini e li consegnassero a re Alfonso IV di Aragona affinché comprasse la città e la incorporasse definitivamente alla Corona. Nel 1418 Alfonso IV dichiarò che la città era una "strada di Barcellona".
Nel 1291 si iniziò la costruzione delle mura della città, che fu completata tra il 1366 e il 1380, durante il regno di Pietro III d'Aragona. Furono demolite alla fine del XIX secolo. Avevano un tracciato esagonale, con undici torri di difesa e cinque porte d'entrata. Sopra ogni porta era costruita una cappella.
Tra il 1462 e il 1472 si ebbe una guerra civile che vedeva opporsi Giovanni II e la Generalitat. La città di Granollers, sotto il dominio dei signori di Pinós, si schierò dalla parte della Generalitat. Durante questo conflitto (1466) morì a Granollers Pietro V d'Aragona, Connestabile del Portogallo, candidato alla Corona di Aragona. Sebbene Granollers avesse avversato Giovanni II, quando la guerra terminò il monarca le confermò i privilegi che le erano stati concessi da Alfonso IV nel 1418. Il XV secolo portò ulteriori conflitti a Granollers, a causa della Seconda Guerra Remença.

### Età moderna
La stabilità del secolo XVI, l'aumento demografico e la prosperità del mercato consolidarono lo sviluppo di Granollers, che permise tra l'altro la costruzione di importanti edifici come la nuova chiesa parrocchiale gotica di Santo Stefano, lo scomparso Convento dei Cappuccini, la chiesa di San Francesco e il Soportal. Tale prosperità fu nuovamente interrotta dai combattimenti della Guerra dels Segadors, nella quale partecipò anche il granollerese Joan Domènec.

### Età Contemporanea

#### L'Ottocento
Durante la Guerra Napoleonica (1808-1814), Granollers si oppose all'occupazione francese. Nel 1875, nell'ambito delle guerre carliste, 3.000 carlisti assaltarono Granollers e sequestrarono il sindaco ed altre 33 persone, che furono liberate grazie al pagamento di un riscatto.

#### Rivoluzione industriale
A metà del XIX secolo l'attività economica di Granollers si sviluppò grazie alla presenza delle vie di comunicazione e si orientò verso il commercio e l'industria. L'inaugurazione del nuovo tracciato della strada tra Barcellona e Vic (1848) e l'arrivo di due linee ferroviarie (1854 e 1876) furono le cause principali di tale sviluppo. All'inizio del XX secolo, furono incorporate al comune di Granollers la zona di Lledoner (1922) e il comune di Palou (1928). In questo modo, la città consolidò la configurazione longitudinale che si sviluppa lungo l'asse stradale.

#### La Seconda Repubblica e la Guerra Civile
Durante la Seconda Repubblica spagnola, la città visse un processo di mutamento sociale e politico generale. La guerra civile spagnola (1936-1939) toccò Granollers con particolare violenza: vi furono quattro bombardamenti dell'aviazione italo-tedesca. Durante il primo di essi, avvenuto il 31 maggio del 1938, gli aerei Savoia-Marchetti S.M.79 dell'aviazione italiana sganciarono una quarantina di bombe sul centro della città, provocando 224 morti e centinaia di feriti tra la popolazione civile.
Uno dei fatti di maggior rilievo del periodo postbellico è l'organizzazione della prima Festa dell'Ascensione nel 1943. Durante il franchismo si ebbe una forte recessione economica, tanto che solo nel 1952 fu soppresso il razionamento dei prodotti di prima necessità. Tra il 1956 e il 1975 si ebbe un notevole aumento demografico, dovuto principalmente all'immigrazione e all'aumento della natalità. La crescita della popolazione ebbe un impatto importante sullo sviluppo urbanistico della città. La crisi del settore tessile, manifestatasi a metà degli anni '60, portò ad una maggior diversificazione dell'industria.

#### La democrazia
La morte del dittatore Francisco Franco, nel mese di novembre del 1975, comportò la legalizzazione di vari partiti politici, che si presentarono alle elezioni politiche del 1977 e alle comunali del 1979. Le seconde furono vinte da Rafael Ballús, del Partito Socialista Catalano, che fu sindaco fino al 1986, quando fu sostituito da Josep Pujadas. Nel 1992 tornò a governare la città Josep Serratusell. Le elezioni comunali del 1995 obbligarono Serratusell a formare una coalizione tripartita (Convergència i Unió, Partito Socialista Catalano, Esquerra Republicana de Catalunya). Nel 1999 tornò al governo della città Josep Pujadas, del PSC, che governò con il sostegno di ERC. Nel 2004, a seguito delle dimissioni di Pujadas, è sindaco Josep Mayoral.
Nel 1991 furono inaugurati due impianti sportivi di rilievo: il Circuito di Barcellona-Catalogna e il Palazzo dello Sport, che fu sede delle gare di pallamano delle Olimpiadi del 1992.

## Galleria d'immagini

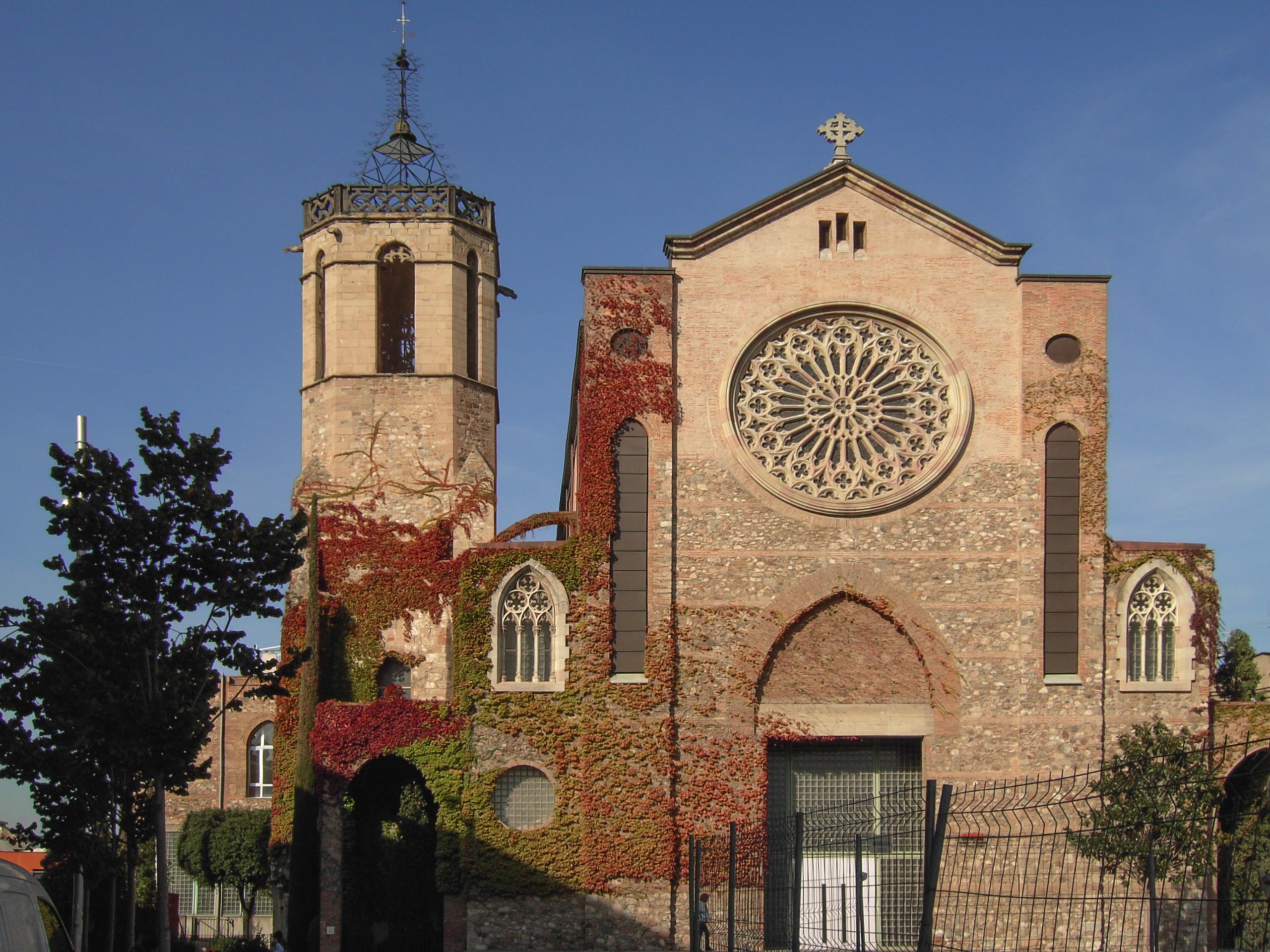
Chiesa di Santo Stefano
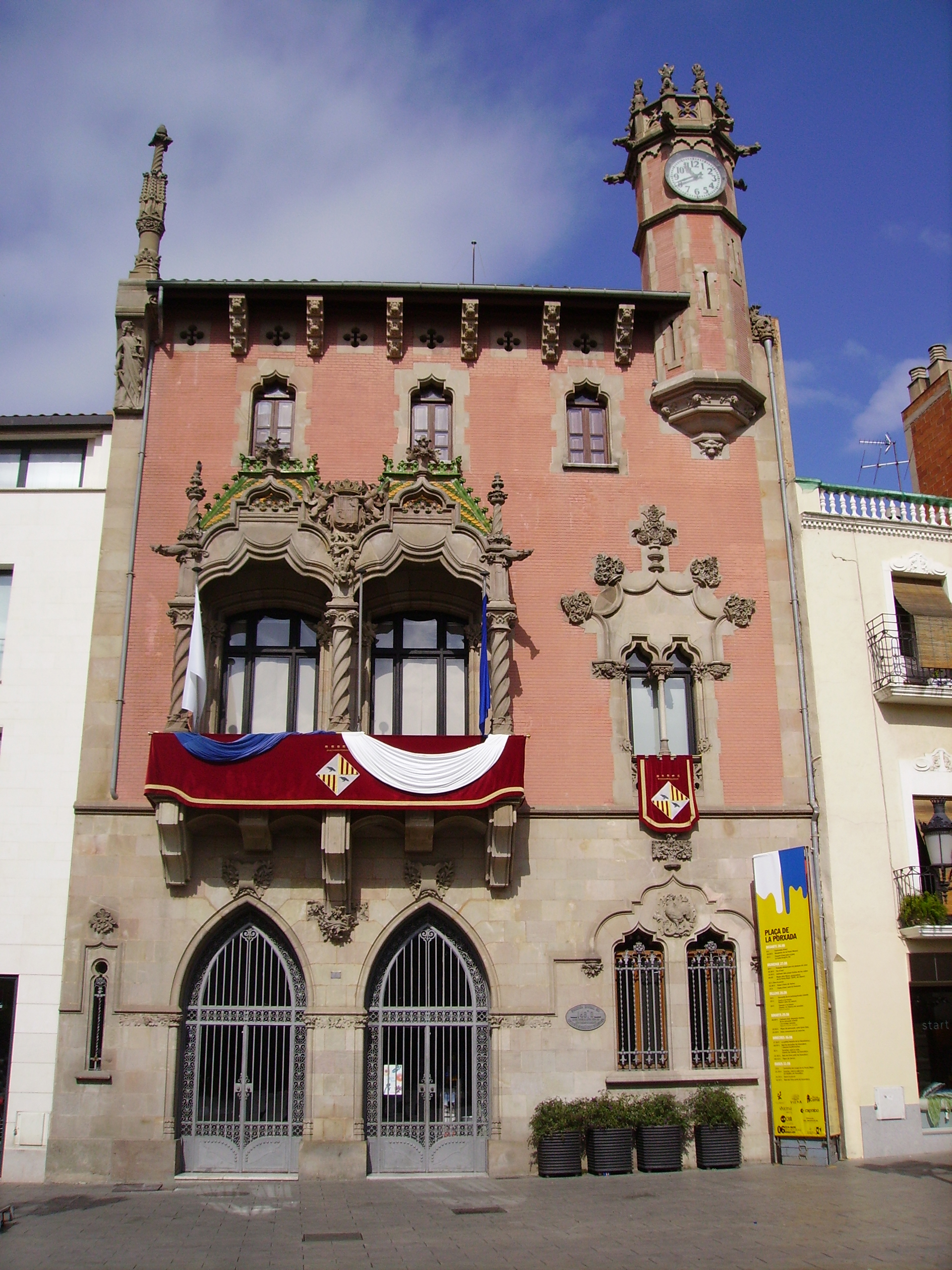
Municipio di Granollers
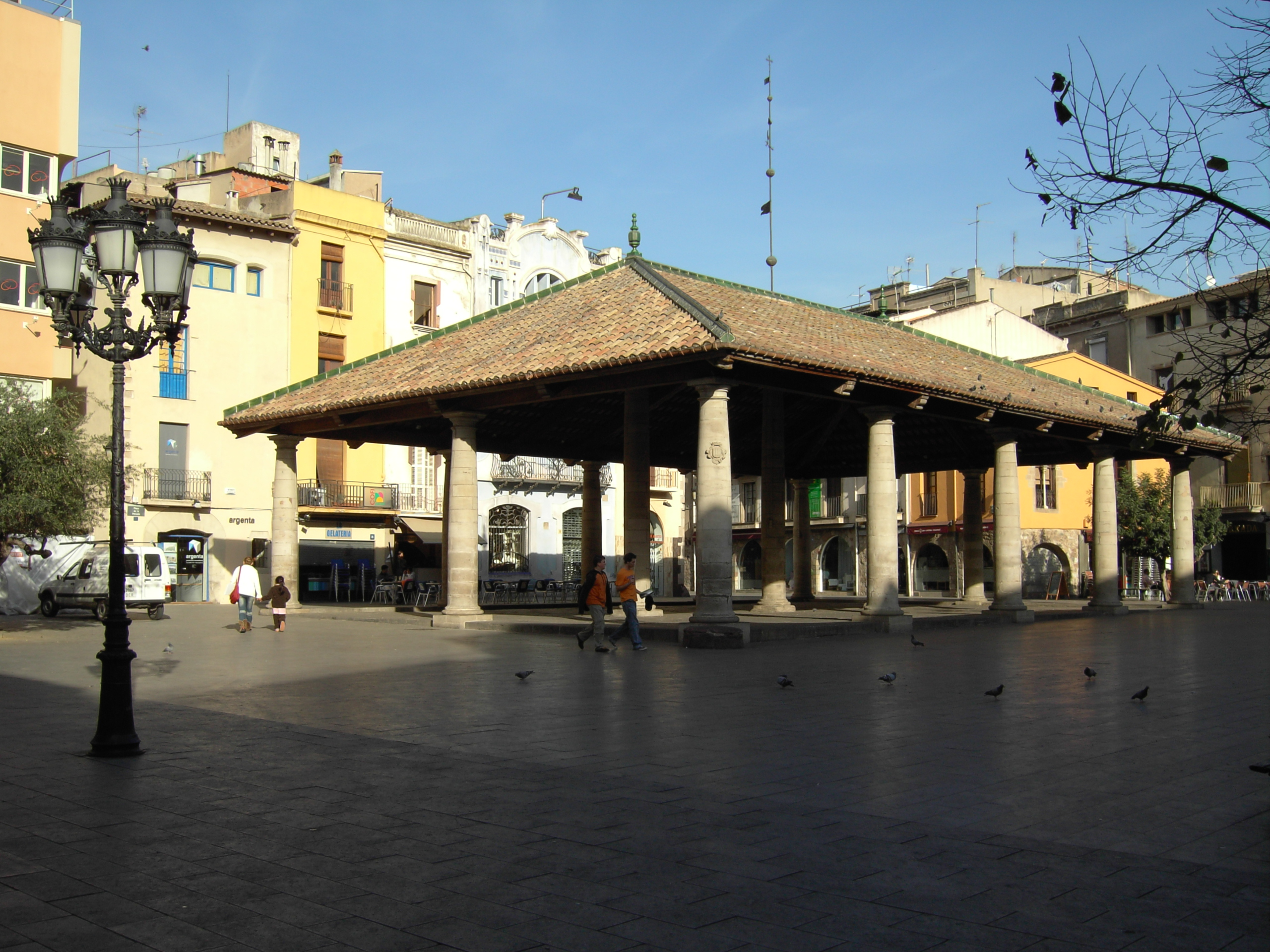
La Porxada